# Malpertuis
Pour les articles homonymes, voir Malpertuis (film) et Malpertuis (Maastricht).
Cet article possède un paronyme, voir Maupertuis.
Malpertuis est le premier roman fantastique de l'écrivain belge Jean Ray, publié en 1943. Il a fait l'objet d'une révision en 1955 pour sa publication dans la collection Présence du futur chez Denoël et il a été réédité de nombreuses fois depuis.

## Résumé
À la fin du XIXe siècle, sentant sa fin prochaine, Quentin Moretus Cassave, un énigmatique vieillard immensément riche, convoque les membres de sa famille. Son testament stipule que pour prétendre hériter de sa fortune il est impératif de venir vivre à Malpertuis, sa vaste demeure sombre et inhospitalière. Le dernier survivant sera le légataire universel, sauf s'il reste un homme et une femme : ils devront alors se marier pour toucher l'héritage à deux.
Les principaux protagonistes sont : 
- Jean-Jacques et Nancy Grandsire,
- Charles Dideloo, sa femme, tante Sylvie, et leur fille Euryale,
- les trois sœurs Cormélon,
- Mathias Krook, le commis du magasin de couleurs,
- le vieux Lampernisse, scotophobe et ancien vendeur de couleurs,
- le cousin Philarète, taxidermiste de talent,
- le Dr Sambucque,
- la cuisinière Élodie,
- le ménage Griboin, serviteurs du vieux Cassave, aidés de Tchiek,
- Eisengott,
- l'abbé Doucedame.

## Genèse du roman et sources d'inspiration
Jean Ray a confié que l'écriture du roman s'est étendue sur dix ou douze ans, avec de nombreuses coupes et collages, pour aboutir à « un vrai costume d'Arlequin ». Il a en particulier supprimé une bonne centaine de pages concernant un intermède en grande partie maritime qui s'achevait au « Chinois rusé », l'auberge que le héros visite au début de la deuxième partie (Chap. 7, « L'Appel de Malpertuis »). Une première version donnait plus d'importance au destin tragique de Nancy, amante de Mathias Krook. L'idée initiale est venue d'une sinistre et vaste demeure ancienne que jouxtait une boutique de couleurs, rue du Vieux-Chantier à Gand, dans le quartier Saint-Jacques. Mais Malpertuis s'inspire également d'autres maisons de Gand, Hildesheim et Hanovre. Le couvent des Pères Blancs aurait pour modèle l'Abbaye d'Averbode, où Jean Ray collaborait à une maison d'édition. Certains personnages du roman ont été inspirés par des membres de sa famille et des voisins du Ham, la rue de Gand où habitait l'auteur lorsqu'il était enfant : ainsi, Nancy ressemble à sa sœur Elvire et Élodie, la cuisinière de Malpertuis, correspond à la servante et nounou homonyme de Jean Ray,. Lampernisse a pour modèle un ivrogne de la rue Saint-Jean à Gand. À vingt ans, l'auteur était fasciné par « une bourgeoise nommée Irma [qui] avait des cheveux de feu et des yeux verts». Cette femme est à l'origine du personnage d'Euryale. De même, trois vieilles filles qui tenaient une confiserie de la rue Charles-Quint se retrouvent dans les sœurs Cormélon. L'abbé Doucedame aurait pour modèle un abbé de Tournai, qui selon Jean Ray, se livrait à d'étranges randonnées nocturnes sur les pentes du mont Saint-Aubert. Les propos du romancier, qu'Olivier Maulin qualifie de « menteur de compétition », sont cependant à prendre avec circonspection. 
François Ducos croit reconnaître le jardin de Malpertuis dans les vestiges de l'abbaye Saint-Bavon de Gand. Jacques Van Herp rapporte que, selon le docteur Urbain Thiry, le personnage de Cassave aurait été inspiré par un grand-oncle de l'auteur qui avait fait fortune au Brésil. Christophe Clainge estime que la crise économique des années 1930 a eu une influence sur la caractérisation des personnages, car tous les héritiers de Cassave semblent avoir des soucis financiers au début du roman. Mais il identifie surtout de possibles sources d'inspiration littéraire, en particulier une nouvelle de H. G. Wells, La chambre rouge (The Red Room, 1896), qui « met en scène une maison hantée, au sein de laquelle une présence mystérieuse, née des croyances du personnage principal, éteint les bougies destinées à pallier la tombée de la nuit ». Le nom de la demeure de Cassave semble avoir été choisi en référence au Roman de Renart, comme le suggère l'abbé Doucedame.

## Analyse structurelle
Construit sur un enchâssement de manuscrits, le roman multiplie les voix narratives. Le récit est composé de fragments contés par cinq narrateurs internes, :
1. Le premier narrateur présente les quatre autres dans un « inventaire en guise de préface et d’explication ». Il a dérobé leurs mémoires dans l'abbaye des Pères Blancs, abbaye où se sont réfugiés Jean-Jacques Grandsire et l'abbé Doucedame à la fin de leur vie. Il intervient à nouveau pour annoncer les différentes césures du récit. Enfin, il est lui-même témoin des maléfices de Malpertuis dans l'épilogue.
2. Doucedame-le-Vieil, grand-père de l'abbé Doucedame et prêtre maudit, relate l'expédition dans l'Attique à laquelle il a participé, à la recherche des dieux de l'Olympe.
3. En tant que personnage principal, Jean-Jacques, raconte la plus grande partie de l'histoire.
4. Dom Misseron, abbé des Pères Blancs, rapporte les événements qui se déroulent dans son abbaye.
5. L'abbé Doucedame connaît la clé du mystère de Malpertuis, mais cela ne le protège pas contre le sortilège qui le menace. Bien que n'ayant pas laissé de témoignage écrit, il est compté parmi les narrateurs car il se confie in extremis à dom Misseron, qui reproduit ses propos.

La solution de l'énigme est progressivement dévoilée par cet enchevêtrement de témoignages, bien que l'auteur multiplie les fausses pistes. L'accumulation « presque excessive » des éléments fantastiques (moines pratiquant la spagyrie, monstres en tous genres, fantômes, loups-garous, etc.) contribue à égarer le lecteur. En conséquence, il reste bien des zones d'ombre à la fin de l'ouvrage, avec de nombreux aspects inexpliqués, comme par exemple la fonction de la statue du dieu Terme. Certaines parties du récit sont des analepses, ce qui constitue une difficulté supplémentaire pour suivre le récit et contribue à dérouter un peu plus le lecteur. 
Une étude approfondie de l'œuvre de Jean Ray permet de comprendre une partie de la structure narrative de Malpertuis. En particulier, le roman inachevé Aux lisières des ténèbres suit le plan initialement prévu pour Malpertuis, dont il constitue une préfiguration ou un « premier jet ». Le plan initial contient également des éléments qui ont été réutilisés pour les nouvelles Le Grand Nocturne, La Scolopendre et Le Cimetière de Marlyweck des Cercles de l'épouvante. Aux lisières des ténèbres contient une scène semblable à celle où Jean-Jacques se réveille dans une maison au bord de la mer (Chap. 7, « L'Appel de Malpertuis »), et La Ruelle ténébreuse utilise déjà le procédé d'une narration composée à partir de plusieurs manuscrits.

## Perception critique
Alain Dorémieux considère ce roman comme « une synthèse de l'oeuvre de Jean Ray, un "concentré" de son univers ». Mais il prévient que le lecteur trop rationnel risque de ne pas dépasser le premier chapitre, d'autant plus que l'accès au livre peut paraître difficile en raison « de l'obscurité un peu hermétique du début ». Selon lui, le fantastique de Malpertuis échappe à toute logique et « vous plonge dans une nuit peuplée de monstres inédits, où toutes les terreurs peuvent arriver ». Il compare cette atmosphère cauchemardesque à celle des romans de Lovecraft, et il admire la richesse des « ressources suggestives » du style d'écriture. Il rapporte que l'auteur aurait parlé d'un « pli dans l'espace expliquant la juxtaposition de deux mondes d'essence différente, dont Malpertuis serait un abominable lieu de contact ».
Jacques Van Herp partage cette admiration pour l'écriture de Jean Ray et confirme cette vision de Malpertuis à l'interface de deux mondes,. Cependant, il considère que cette œuvre a été « mutilée et démembrée ». Il regrette que le roman ait été amputé de la plus grande partie du texte développant le drame de Nancy, qui aurait formé un « diptyque » avec celui du héros. Dans une lettre adressée à Van Herp, Jean Ray regrette lui-même d'avoir détruit le manuscrit des parties coupées pour s'adapter aux contraintes de publication de l'époque. Pour Van Herp, le thème principal du roman concerne la mort des dieux que les hommes façonnent au gré de leurs croyances. Le thème de la survivance des anciens dieux se retrouve de façon récurrente dans d'autres œuvres de Jean Ray (Le Lit du diable et La Résurrection de la Gorgone de la série Harry Dickson, La Vérité sur l'oncle Timotheus du Livre des fantômes et L'Énigme mexicaine).
Christophe Clainge voit dans ce livre « une œuvre hybride, tout à fait unique », où l'auteur aurait cherché à concilier le goût de son lectorat populaire avec celui de la critique internationale, en passant de la nouvelle au roman et en multipliant les références littéraires. L'abondance des termes savants ou inusités contribue également à donner au texte un caractère érudit. Comme Van Herp, Clainge regrette les coupes pratiquées dans le roman, coupes qui « pourraient expliquer l’impression heurtée et chaotique que dégage la seconde partie du roman ».
Le fantastique du roman repose sur l'opposition entre la description d'un quotidien trivial, « petit bourgeois » familier aux récits de Jean Ray, et les grands mythes grecs, ainsi que l'abolition de l'espace et du temps. Des personnages semblables à l'oncle Dideloo ou à la cuisinière sont récurrents dans l'œuvre de Jean Ray, où ils incarnent souvent le malaise qui naît de l'irruption du fantastique et de la peur dans un univers ordinaire, étriqué, banal et rassurant.

## Adaptations et citations
Bernard Quiriny considère Malpertuis comme un « roman-culte » qui « a généré comme Dracula une sorte de mythologie ». Il cite l'adaptation cinématographique du roman éponyme (Malpertuis d'Harry Kümel, avec notamment Orson Welles, Michel Bouquet et Susan Hampshire) et les éditions Malpertuis. Le livre a également été adapté pour la radio à l'automne 1955. Le roman ou le film est souvent évoqué dans d'autres œuvres :
- Dans le roman Nicolas Eymerich, inquisiteur de Valerio Evangelisti, le Malpertuis est un vaisseau spatial capable de voyager dans le temps[23].
- Christian Chelman fait explicitement référence au roman dans son Compendium Sortilégionis[24].
- Mark Z. Danielewski se réfère à Malpertuis dans son roman La Maison des feuilles[25].
- Jan Bucquoy fait une référence au film dans son album Jaunes : 1. Aux limites du réel[26].